# Banda Metalurgia
Banda Metalurgia foi um grupo musical de jazz-rock instrumental formado em São Bernardo do Campo em 1982, mesmo ano no qual o grupo gravou o disco homônimo que foi considerado o melhor disco instrumental do ano. O grupo é um exemplo por onde passaram músicos de grande destaque nacional, como o trombonista Bocato e o baterista Cláudio Baeta. Bocato liderou a Banda Metalurgia e se estabeleceu como um dos melhores instrumentistas do país. Nas composições do grupo, a presença da guitarra é bastante explorada, muito próxima aos discos do jazz-rock internacional, mas sempre em diálogo com elementos percussivos “abrasileirados”, de bases de samba, e com a presença marcante dos muitos instrumentos metais. O nome da banda era um trocadilho com a presença de instrumentos de sopro na banda e as "origens metalúrgicas" de parte dos músicos.

## Histórico
A banda Metalurgia foi formada em 1981 na cidade de São Bernardo do Campo. Era o mesmo núcleo de instrumentistas que acompanhava, naquele momento, Elis Regina, entre eles, Claudio Faria, Norberto Camargo, Lino Simão e, principalmente, Itacyr Bocato Júnior, que é o principal compositor e responsável pela gestão da carreira artística da banda. Sobre a importância do contato com Elis na sua trajetória, o trombonista comenta:
| “                      | Toquei com a Elis Regina no final de 1979. E todo ano de 1980. Mas ela marcou minha vida inteira. E depois outros músicos que toquei, assim, não tinha mais nada pra aprender. (...) A coisa brasileira realmente está na gente. […] foi muito natural a Metalurgia. Não era uma forçação de barra, como muita gente andou fazendo. Era natural o ritmo brasileiro […]. Mas, como tava na moda, eu embarquei um pouco nessa onda de “musicalidade brasileira”, “brasilidade”. Eu acho que a música é mundial e a música brasileira taí pra servir a música mundial, entende? | ” |
| — Itacyr Bocato Júnior | |   |

Das bandas que compõem o leque da Vanguarda Paulista Instrumental, a Metalurgia é a única que não é radicada na capital de São Paulo. Mesmo sendo da grande ABC, parece enfrentar alguns obstáculos e dificuldades para se inserir no contexto mais amplo de shows e produções relacionados ao pessoal da canção e, principalmente, às bandas de jazz instrumental próximas do Lira Paulistana e da cena independente da capital. A banda lançou um único LP (homônimo), em 1982, pelo selo exclusivamente instrumental Som da Gente.  Em 2001, o músico Charles Gavin afirmou que sonhava em levar para a Abril Music o catálogo do selo Som da Gente. Apesar de efêmera, parte dos músicos da banda voltaram a se reunir em 2014 em comemoração aos 461 anos de São Bernardo do Campo, no Parque Municipal Engenheiro Salvador. A banda foi um dos temas do segundo episódio do programa "Projeto Territórios Sonoros do ABC", intitulado "Cidades das Máquinas Sonoras".

## Integrantes
- Bocato[12]
- Claudinho Baeta[13]
- Norberto de Camargo[13]

## Discografia
- Banda Metalurgia (1982)